# Minqi Li
Minqi Li (chinois : 民骐李 ; pinyin : mín qí lǐ), né en 1969 en Chine, est un économiste, sociologue et activiste politique chinois, de tendance marxiste-maoïste. Il est un représentant de la nouvelle gauche chinoise, ensemble de mouvements de gauche hétéroclites qui émergea dans les années 1990 en réaction à la politique et aux réformes économiques de libéralisation du marché de Deng Xiaoping. Il est actuellement professeur au département d'économie de l'université de l'Utah.

## Biographie
Li est né dans une famille d'intellectuels chinois de la petite bourgeoisie, selon ses propres termes. Il fut étudiant en licence d'économie-gestion à l'université de Beijing de 1987 à 1990. Durant sa formation, il fut introduit de façon standard à l'économie néo-classique et également aux théories de l'école de Chicago, dont il fut alors partisan.
Dès 1988, Li fut impliqué dans diverses activités et groupes dissidents libéraux à l'université. Il décrit sa position d'alors et celle des autres étudiants de son département comme fondamentalement anti-socialiste, le considérant comme un système injuste, oppressif et inefficient, bénéficiant de façon injustifiée les ouvriers au détriment des entrepreneurs et des intellectuels.Li fut un participant actif des mouvements étudiants de 1989 dits démocratiques, durant cette période et à la suite de l'échec de ces mouvements, il commença à questionner son orientation politique et à s'intéresser au marxisme, ce qui fut alors le début d'un tournant politique à l'extrême-gauche.
Le 3 juin 1990, Li prit la parole lors d'un rassemblement étudiant à Beijing, son discours, d'à peine quelques minutes, plaidait pour l'établissement d'une démocratie ouvrière, le contrôle ouvrier des entreprises d'état, et la démocratisation de l'éducation et de la politique en général. Suivant cet évènement, il fut arrêté le 15 juin puis emprisonné sous motif de "propagande contre-révolutionnaire" jusqu'en juin 1992. Li déclare que son emprisonnement comporta 2 bénéfices : premièrement, pour la première fois dans sa vie, il eut l'opportunité de vivre aux côtés de personnes de toutes les strates sociales, ce qui, selon lui, constitue une expérience inestimable, secondement, la prison lui accorda beaucoup de temps libre, qu'il consacra notamment à l'étude des classiques du marxisme et d'économistes marxiens modernes comme Paul Sweezy, Paul Baran ou encore Arghiri Emmanuel. Après sa libération, il prit part à diverses activités politiques et conduisit en parallèle ses propres recherches sur les situations économique, politique et sociale de la Chine tout en voyageant au sein du pays. En 1993, alors investi dans un examen des conditions de travail d'ouvriers à Shenzen, il débuta la rédaction de ce qui sera son premier ouvrage, Le développement capitaliste et la lutte des classes en Chine (chinois : 中国资本主义的发展和阶级斗争 ; pinyin : zhōng guó zī běn zhǔ yì de fā zhǎn hé jiē jí dǒu zhēng). Le livre, publié en ligne en 1994, constitue une analyse marxiste de la structure sociale et de la lutte des classes chinoises de la période maoïste jusqu'aux années 90. Le 25 décembre 1994, il partit aux états-unis d'Amérique pour reprendre ses études. Il obtint son doctorat en 2002 à l'université du Massachusetts. En 2006, après 3 ans à enseigner en tant que professeur assistant à l'université York (au Canada), il devint professeur à l'université de l'Utah, position qu'il occupe depuis lors.

## Œuvres
- 中国资本主义的发展和阶级斗争 (Le développement capitaliste et la lutte des classes en Chine), 1994, publication en ligne
- The Rise of China and the Demise of the Capitalist World-Economy (L'avènement de la Chine et la fin de l'économie capitaliste mondiale), Londres, Pluto Press, novembre 2008; New York, Monthly Review Press, Janvier 2009
- Peak Oil, Climate Change, and the Limits to China’s Economic Growth (Pic pétrolier, réchauffement climatique et les limites de la croissance de la Chine) Londres, Routledge, Février 2014
- China and the Twenty-First Century Crisis (La Chine et la crise du 21ème siècle), Londres, Pluto Press, Octobre 2015
- 资本的终结 21世纪大众政治经济学 (pinyin : zī běn de zhōng jié 21 shì jì dà zhòng zhèng zhì jīng jì xué ; litt. « La fin du capital: Un manuel populaire d'économie politique pour le 21ème siècle »), Beijing, People’s University Press, 2016
- Profit, Accumulation, and Crisis in Capitalism: Long-Term Trends in the UK, US, Japan and China, 1855-2018 (Profit, accumulation et crise au sein du capitalisme: Tendances à long-terme au Royaume-Uni, aux États-Unis, au Japon et en Chine) Londres, Routledge, Janvier 2020